# Macédoine au Concours Eurovision de la chanson 2010
La Macédoine a participé au Concours Eurovision de la chanson 2010.

## Demi-finale 1
| #  | Artiste                           | Chanson                     | Jury | Televoting | Total | Place |
| -- | --------------------------------- | --------------------------- | ---- | ---------- | ----- | ----- |
| 1  | Duo Slide                         | "Mrazam"                    | 0    | 5          | 5     | 9     |
| 2  | Suzana Spasovska & Darko Nešovski | "Bog go ima sekoј ključ"    | 12   | 6          | 18    | 2     |
| 3  | Kerber                            | "Čorbadziјa"                | 0    | 0          | 0     | 12    |
| 4  | Treta Dimenzija                   | "Bolest zaraza"             | 3    | 4          | 7     | 7     |
| 5  | Tumbao Salsa Bend                 | "Poludena vo nokta studena" | 6    | 0          | 6     | 8     |
| 6  | Bravo Band                        | "Taa ima se"                | 2    | 10         | 12    | 5     |
| 7  | Vlatko Ilievski                   | "Sreka"                     | 10   | 12         | 22    | 1     |
| 8  | Goran Stojanovski                 | "Najmila"                   | 4    | 1          | 5     | 10    |
| 9  | Aleksandar Belov                  | "Ostani"                    | 7    | 8          | 15    | 3     |
| 10 | Ǵoko Taneski                      | "Jas ja imam silata"        | 8    | 7          | 15    | 4     |
| 11 | Daniel Stojmanovski               | "Akcija reakcija"           | 0    | 0          | 0     | 12    |
| 12 | Darko Ilievski                    | "Lagi"                      | 5    | 3          | 8     | 6     |
| 13 | Nataša Malinkova                  | "Sever i jug"               | 1    | 2          | 3     | 11    |
| 14 | Igor Mitrovic                     | "Malecka"                   | 0    | 0          | 0     | 12    |

## Demi-finale 2
| #  | Artiste              | Chanson              | Jury | Televoting | Total | Place |
| -- | -------------------- | -------------------- | ---- | ---------- | ----- | ----- |
| 1  | Pampersi             | "Sni"                | 0    | 0          | 0     | 13    |
| 2  | Vodolija             | "Solza"              | 1    | 3          | 4     | 8     |
| 3  | Nade Talevska        | "Srekjen kraj"       | 6    | 8          | 14    | 4     |
| 4  | Teodora Trajkovska   | "Letam"              | 0    | 2          | 2     | 10    |
| 5  | Boyan Aleksovski     | "Beli konji"         | 2    | 0          | 2     | 11    |
| 6  | Dimitar Andonovski   | "Kameno srce"        | 3    | 0          | 3     | 9     |
| 7  | Angela Zdravkova     | "Zaboravaš"          | 4    | 6          | 10    | 7     |
| 8  | Viktorija Apostolova | "Zaboravi na se"     | 8    | 5          | 13    | 5     |
| 9  | Vlatko Lozanoski     | "Letam kon tebe"     | 10   | 10         | 20    | 1     |
| 10 | Jova Radevska        | "Se ushte cekame"    | 0    | 1          | 1     | 12    |
| 11 | Esma's Band          | "Džipsi dens"        | 7    | 12         | 19    | 2     |
| 12 | Maja Vukicevic       | "Fama"               | 12   | 4          | 16    | 3     |
| 13 | Kristijan Jovanov    | "Nikoj na ovoj svet" | 5    | 7          | 12    | 6     |
| 14 | Parketi              | "Ti si kisi fenomen" | 0    | 0          | 0     | 13    |

## Finale
| Artiste                           | Chanson                     | Jury | Televoting | Total | Place |
| --------------------------------- | --------------------------- | ---- | ---------- | ----- | ----- |
| Suzana Spasovska & Darko Nešovski | "Bog go ima sekoј ključ"    | 3    | 2          | 5     | 9     |
| Treta Dimenzija                   | "Bolest zaraza"             | 2    | 0          | 2     | 11    |
| Tumbao Salsa Bend                 | "Poludena vo nokta studena" | 1    | 0          | 1     | 12    |
| Bravo Band                        | "Taa ima se"                | 5    | 4          | 9     | 6     |
| Vlatko Ilievski                   | "Sreka"                     | 10   | 12         | 22    | 2     |
| Aleksandar Belov                  | "Ostani"                    | 0    | 8          | 8     | 7     |
| Ǵoko Taneski                      | "Jas ja imam silata"        | 12   | 10         | 22    | 1     |
| Darko Ilievski                    | "Lagi"                      | 0    | 0          | 0     | 14    |
| Vodolija                          | "Solza"                     | 0    | 0          | 0     | 14    |
| Nade Talevska                     | "Srekjen kraj"              | 4    | 7          | 11    | 5     |
| Angela Zdravkova                  | "Zaboravaš"                 | 6    | 0          | 6     | 8     |
| Viktorija Apostolova              | "Zaboravi na se"            | 0    | 0          | 0     | 14    |
| Vlatko Lozanoski                  | "Letam kon tebe"            | 7    | 5          | 12    | 4     |
| Esma's Band                       | "Džipsi dens"               | 0    | 3          | 3     | 10    |
| Maja Vukicevic                    | "Fama"                      | 8    | 6          | 14    | 3     |
| Kristijan Jovanov                 | "Nikoj na ovoj svet"        | 0    | 1          | 1     | 12    |

## Eurovision
La Macédoine participe à la 1e demi-finale le 25 mai.